# Game of Games - Gioco Loco
Game of Games - Gioco Loco è stato un programma televisivo italiano di genere game show, andato in onda dal 31 marzo all'8 giugno 2021 in prima serata su Rai 2 con la conduzione di Simona Ventura. Il programma era basato sul format statunitense della NBC Ellen's Game of Games, ideato e condotto da Ellen DeGeneres, ed esportato con successo in molte nazioni.
La prima edizione del programma è stata registrata nel mese di dicembre 2020 negli studi Warner Bros. di Lisbona ed è andata in onda dal 31 marzo all'8 giugno 2021 per sei puntate. Ad aprile, dopo sole tre puntate andate in onda di mercoledì, il programma è stato sospeso, a causa dei bassi ascolti, per poi tornare in onda il 25 maggio di martedì con le restanti tre puntate, che hanno mantenuto uno scarso riscontro, così da portare alla chiusura del programma.

## Edizioni
| Edizione | Periodo        | Periodo        | Conduzione     | Regia       | Studio                      | Media ascolti  | Media ascolti |
| Edizione | Inizio         | Fine           | Conduzione     | Regia       | Studio                      | Telespettatori | Share         |
| -------- | -------------- | -------------- | -------------- | ----------- | --------------------------- | -------------- | ------------- |
| 1ª       | 31 marzo 2021  | 14 aprile 2021 | Simona Ventura | Nuno Garcia | Studi Warner Bros., Lisbona | 837 000        | 3,58%         |
| 1ª       | 25 maggio 2021 | 8 giugno 2021  | Simona Ventura | Nuno Garcia | Studi Warner Bros., Lisbona | 837 000        | 3,58%         |

La prima ed unica edizione del programma fu divisa in due parti, poiché in seguito ai bassi ascolti dalla terza puntata, la messa in onda fu sospesa per riprenderla il 25 maggio 2021 con le rimanenti 3 puntate.

## Svolgimento[4]
In ogni puntata del gioco vi sono 12 concorrenti "comuni" affiancati da 6 VIP.
Il gioco si basa su una serie di duelli, in cui ogni concorrente sceglierà un VIP che concorrerà per esso o che competerà in squadra con esso.
I 6 concorrenti vincitori della fase iniziale passano al gioco de La sedia musicale, dove passeranno due concorrenti e due VIP (che giocheranno per conto dei concorrenti). I 4 vincitori de La sedia musicale passano al gioco de La botola, dove rimarrà solo il concorrente vincitore, il quale parteciperà a Il gioco dei giochi per provare a portare a casa il montepremi fino a 15.000 euro.

### Prima fase: i giochi di qualificazione
- Il Tempo delle Mele eng: Aw, Snap!: In questo gioco, due VIP, scelti dai concorrenti NIP in gara, legati l'uno all'altro con una corda elastica, indossano delle pantofole e devono raccogliere quante più mele possibili usando solo i denti per deporle in un recipiente comune. Il primo che riesce a mettere cinque mele nel recipiente, vince. Invece, se un VIP decide di ritirarsi, avrà vinto chi ha messo il maggior numero di mele nel cestino.
- La Parola Pericolosa eng: Danger Word: In questo gioco, due squadre composte da due partecipanti ciascuna di cui un concorrente NIP e un VIP da lui scelto, devono indovinare la parola vincente senza pronunciare quella “pericolosa”. Nel frattempo, un compagno di squadra - che conosce sia la parola vincente che quella “pericolosa” - fornisce degli indizi, mentre l’altro, seduto di fronte a un cannone, deve cercare di indovinare. Se uno dei due partecipanti pronuncia la parola “pericolosa”, viene colpito da una sostanza viscida. Se, invece, indovina la parola vincente, viene colpito l’avversario. Il VIP che per tre volte pronuncia la parola pericolosa, regala la vittoria all'avversario.
- Giro Quiz eng: Dizzy Dash: In questo gioco, dopo che il sorteggio ha stabilito il concorrente NIP che per primo ha facoltà di scegliere il VIP, il conduttore pone una domanda, dopodiché due partecipanti VIP, scelti dagli stessi concorrenti in gara, vengono fatti girare su delle poltrone reclinabili, fissate a una piattaforma rotante. Quando le poltrone si fermano, devono correre per afferrare una palla. Il VIP che prende la palla ha la possibilità di rispondere alla domanda. Ogni risposta corretta vale un punto e vince chi per primo azzecca tre risposte esatte. Se invece il VIP scelto dal concorrente decide di ritirarsi, regala la vittoria all’avversario.
- Vola Vola eng: Don't Leave Me Hanging: In questo gioco, il conduttore presenta ai due partecipanti VIP imbracati, scelti dai concorrenti NIP in gara, una determinata categoria. Poi, a turno, i due VIP nominano cose che appartengono a quella categoria. Quando uno di loro non riesce a dire una cosa nuova o ne ripete una già detta, riceve uno ‘strike’ e viene sollevato leggermente dalla sedia mediante l’imbracatura. Chi riceve tre ‘strike’ viene eliminato e sollevato verso il soffitto, regalando la vittoria all'avversario.
- Lo Sciacquone eng: Make It Rain!: In questo gioco, i concorrenti NIP scelgono due VIP che si sfideranno. A questo punto il conduttore fa una domanda ai due VIP in gara e può rispondere solo il VIP che riesce ad afferrare una bottiglia d’acqua appoggiata su un podio prima dell’avversario. Una volta data la risposta, se è corretta, il VIP deve tirare il manico di uno degli otto ombrelli presenti in studio: quasi tutti conterranno al loro interno un carico d’acqua, tranne uno che lascerà asciutto il concorrente riempiendolo di coriandoli glitter, il VIP che trova l'ombrello con i coriandoli vincerà la prova.
- Puzzle eng: Master Blaster: In questo gioco, due concorrenti VIP, scelti dai giocatori NIP, gareggiano per completare un puzzle fotografico. Il primo che finisce vince, mentre l’altro viene tirato indietro dall’imbracatura e scagliato in aria nello studio.
- In bocca al Mostro eng: One-Eyed Monster: In questo gioco, i VIP scelti dai concorrenti NIP, a turno, stanno in piedi all’interno della grossa bocca del “mostro a un occhio solo”. I due devono rispondere a turno a una domanda con una risposta numerica da zero a cinque. Se sbagliano, devono tirar via i denti al mostro con l’obiettivo di evitare l'estrazione del “dente misterioso”. Se verrà estratto, la bocca del mostro si chiuderà e inghiottirà il VIP malcapitato e regalerà la vittoria all’avversario.
- YouTuba eng: Tuba Toothpaste: In questo gioco, due VIP fanno a turno per rispondere a delle domande. Se sbagliano o rispondono fuori tempo massimo, il concorrente NIP fa girare una ruota che determinerà quanti dei dieci pulsanti (da 1 a 3) i VIP dovranno premere su una Tuba ‘speciale’. Se schiacciano il pulsante misterioso, vengono imbrattati di schiuma e perdono il gioco.
- La Piramide eng: Tomb of Doom: In questo gioco, due squadre composte da due elementi, un NIP e un VIP, competono l’una contro l’altra per avere la possibilità di rispondere alle domande del conduttore. Per farlo, devono arrampicarsi, in tre round, fino alla cima di una piramide e premere un pulsante insieme. Il percorso però sarà difficoltoso per via della presenza di olio e acqua saponata sui gradini. Nei tre round parteciperanno due coppie: i primi due frutteranno ciascuno un punto al vincitore, il terzo ne frutterà due. In caso di pareggio, l’esito del gioco sarà determinato da un “round di morte improvvisa”.
- Ocio che Cade eng: You Bet Your Wife: In questo gioco, i partecipanti NIP mettono alla prova le abilità dei VIP che hanno scelto per questo gioco. Il conduttore presenta una categoria e i due NIP, a turno, scommettono su quante risposte il proprio VIP - che è appeso al soffitto sulle loro teste - saprà dare in quella categoria. Prima di giocare, i concorrenti fanno un’asta al rialzo sul numero di risposte che devono dare i VIP con la possibilità di lasciare. Una volta accettata la scommessa, il VIP deve dare in 30 secondi il numero di risposte aggiudicate, mentre se non supera la sfida, riceve uno ‘strike’ e viene fatto cadere di un livello. Se ottiene tre ‘strike’, la squadra perde e il VIP appeso viene lasciato cadere in una vasca piena di una sostanza appiccicosa.

### Seconda fase: La Sedia Musicaleeng:Blindfolded Musical Chairs
In questa fase, si svolgono due manche. Nella prima, vi partecipano in gara i sei partecipanti NIP che si sono qualificati dalla fase dei giochi preliminari. Quando parte la musica, i NIP bendati danzano su una pista da ballo speciale. Appena la musica si interrompe, devono riuscire ad arrivare a una sedia che si innalza dal pavimento. I primi due che riescono a sedersi accedono alla semifinale. Nella seconda, invece partecipano i sei VIP e, anche in questo caso, i primi due che riescono a sedersi accedono alla semifinale.

### Terza fase: La Botolaeng:Know or Go
In questo gioco, che rappresenta la porta d'accesso al gioco finale, partecipano i quattro vincitori delle fasi precedenti di cui: due NIP e due VIP. Prima di iniziare a giocare, ciascun concorrente NIP sceglie un VIP (ha priorità di scelta il partecipante che si è qualificato per primo al gioco precedente). I concorrenti NIP sono posizionati in cima a una piattaforma a 9 metri da terra. Il conduttore fa una domanda a ciascuno di loro. Se sa la risposta, il concorrente può rispondere a un’altra domanda. Se non la sa, perde e cade nella botola. I concorrenti rispondono a turno finché non rimane una persona sola. Se il vincitore de La Botola è un VIP, accede al gioco finale il NIP che lo ha scelto.

### Fase finale: Il Gioco dei Giochieng:Hot Hands
Il gioco finale, si svolge in tre manche, ognuna con un suo tema, che connota le foto che il concorrente NIP deve indovinare (es. Cantanti anni 60/70/80 – Razze di cani - Celebrities italiane/straniere – Sportivi - ecc.). Il NIP finalista è seduto alla postazione pulsante e per ciascuna manche ha trenta secondi di tempo per indovinare il maggior numero di foto tra quelle proposte. Premendo il pulsante, il giocatore può saltare in autonomia, tutte le volte che vuole, le foto che non è in grado di riconoscere, passando così alla successiva senza sprecare altro tempo. 
Nella prima manche, il giocatore deve riconoscere in 30 secondi almeno cinque volti appartenenti a quella categoria; se vi riesce aggiunge 2.000 euro al suo montepremi, altrimenti, ne guadagna 1.000 €; nella seconda manche, i volti da indovinare diventano sei e se vi riesce aggiunge 3.000 euro al suo bottino, altrimenti, aggiunge 1.000 euro; dopo aver superato le due fasi precedenti, nella terza e ultima manche il giocatore se decide di partecipare può aggiungere 10.000 euro al suo montepremi se indovina almeno otto personaggi appartenenti alla categoria, ma se non vi riesce non vince nulla.

## Dettaglio puntate

### 1ª edizione
In grassetto sono evidenziati i vincitori di ogni gioco.
| Puntata | Gioco della 1ª fase  | Concorrenti VIP            | Concorrenti NIP  | Gioco della 2ª fase | Vincitori NIP della 1ª fase | Vincitori VIP della 1ª fase | Gioco della 3ª fase | Vincitori NIP della 2ª fase | Vincitori VIP della 2ª fase | Gioco della fase finale | NIP finalista    | Montepremi vinto | Vincitore del gioco vinto |
| ------- | -------------------- | -------------------------- | ---------------- | ------------------- | --------------------------- | --------------------------- | ------------------- | --------------------------- | --------------------------- | ----------------------- | ---------------- | ---------------- | ------------------------- |
| 1       | La Piramide          | Massimiliano Rosolino      | Sara             | La Sedia Musicale   | Sara                        | Massimiliano Rosolino       | La Botola           | Gaetano (Alvaro)            | Max Giusti                  | Il Gioco dei Giochi     | Gaetano (Alvaro) | € 3.000          | Lo Sciacquone             |
| 1       | La Piramide          | Ignazio Moser              | Sofia            | La Sedia Musicale   | Sara                        | Massimiliano Rosolino       | La Botola           | Gaetano (Alvaro)            | Max Giusti                  | Il Gioco dei Giochi     | Gaetano (Alvaro) | € 3.000          | Lo Sciacquone             |
| 1       | Lo Sciacquone        | Elettra Lamborghini        | Maximilian       | La Sedia Musicale   | Gaetano (Alvaro)            | Ignazio Moser               | La Botola           | Gaetano (Alvaro)            | Max Giusti                  | Il Gioco dei Giochi     | Gaetano (Alvaro) | € 3.000          | Lo Sciacquone             |
| 1       | Lo Sciacquone        | Raffaella Fico             | Gaetano (Alvaro) | La Sedia Musicale   | Gaetano (Alvaro)            | Ignazio Moser               | La Botola           | Gaetano (Alvaro)            | Max Giusti                  | Il Gioco dei Giochi     | Gaetano (Alvaro) | € 3.000          | Lo Sciacquone             |
| 1       | Giro Quiz            | Nicola Ventola             | Fabiana          | La Sedia Musicale   | Diego                       | Elettra Lamborghini         | La Botola           | Gaetano (Alvaro)            | Max Giusti                  | Il Gioco dei Giochi     | Gaetano (Alvaro) | € 3.000          | Lo Sciacquone             |
| 1       | Giro Quiz            | Massimiliano Rosolino      | Diego            | La Sedia Musicale   | Diego                       | Elettra Lamborghini         | La Botola           | Gaetano (Alvaro)            | Max Giusti                  | Il Gioco dei Giochi     | Gaetano (Alvaro) | € 3.000          | Lo Sciacquone             |
| 1       | Il Tempo delle Mele  | Elettra Lamborghini        | Francesca        | La Sedia Musicale   | Nadia                       | Raffaella Fico              | La Botola           | Diego                       | Elettra Lamborghini         | Il Gioco dei Giochi     | Gaetano (Alvaro) | € 3.000          | Lo Sciacquone             |
| 1       | Il Tempo delle Mele  | Raffaella Fico             | Nadia            | La Sedia Musicale   | Nadia                       | Raffaella Fico              | La Botola           | Diego                       | Elettra Lamborghini         | Il Gioco dei Giochi     | Gaetano (Alvaro) | € 3.000          | Lo Sciacquone             |
| 1       | La Parola Pericolosa | Max Giusti                 | Marcella         | La Sedia Musicale   | Marcella                    | Nicola Ventola              | La Botola           | Diego                       | Elettra Lamborghini         | Il Gioco dei Giochi     | Gaetano (Alvaro) | € 3.000          | Lo Sciacquone             |
| 1       | La Parola Pericolosa | Ignazio Moser              | Francesco        | La Sedia Musicale   | Marcella                    | Nicola Ventola              | La Botola           | Diego                       | Elettra Lamborghini         | Il Gioco dei Giochi     | Gaetano (Alvaro) | € 3.000          | Lo Sciacquone             |
| 1       | Vola Vola            | Raffaella Fico             | Lorenzo          | La Sedia Musicale   | Diego                       | Max Giusti                  | La Botola           | Diego                       | Elettra Lamborghini         | Il Gioco dei Giochi     | Gaetano (Alvaro) | € 3.000          | Lo Sciacquone             |
| 1       | Vola Vola            | Nicola Ventola             | Diego            | La Sedia Musicale   | Diego                       | Max Giusti                  | La Botola           | Diego                       | Elettra Lamborghini         | Il Gioco dei Giochi     | Gaetano (Alvaro) | € 3.000          | Lo Sciacquone             |
| 2       | Giro Quiz            | Omar Fantini               | Francesca        | La Sedia Musicale   | Donatella                   | Omar Fantini                | La Botola           | Gianluca                    | Juliana Moreira             | Il Gioco dei Giochi     | Marco            | € 5.000          | Ocio che Cade             |
| 2       | Giro Quiz            | Sara Croce                 | Donatella        | La Sedia Musicale   | Donatella                   | Omar Fantini                | La Botola           | Gianluca                    | Juliana Moreira             | Il Gioco dei Giochi     | Marco            | € 5.000          | Ocio che Cade             |
| 2       | La Parola Pericolosa | Alessandro Tenace          | Francesco        | La Sedia Musicale   | Stefano                     | Sara Croce                  | La Botola           | Gianluca                    | Juliana Moreira             | Il Gioco dei Giochi     | Marco            | € 5.000          | Ocio che Cade             |
| 2       | La Parola Pericolosa | Alessio Stigliano          | Stefano          | La Sedia Musicale   | Stefano                     | Sara Croce                  | La Botola           | Gianluca                    | Juliana Moreira             | Il Gioco dei Giochi     | Marco            | € 5.000          | Ocio che Cade             |
| 2       | In bocca al Mostro   | Amaurys Pérez              | Ingrid           | La Sedia Musicale   | Ingrid                      | Alessandro Tenace           | La Botola           | Gianluca                    | Juliana Moreira             | Il Gioco dei Giochi     | Marco            | € 5.000          | Ocio che Cade             |
| 2       | In bocca al Mostro   | Omar Fantini               | Diego            | La Sedia Musicale   | Ingrid                      | Alessandro Tenace           | La Botola           | Gianluca                    | Juliana Moreira             | Il Gioco dei Giochi     | Marco            | € 5.000          | Ocio che Cade             |
| 2       | Il Tempo delle Mele  | Sara Croce                 | Michele          | La Sedia Musicale   | Michele                     | Alessio Stigliano           | La Botola           | Marco                       | Omar Fantini                | Il Gioco dei Giochi     | Marco            | € 5.000          | Ocio che Cade             |
| 2       | Il Tempo delle Mele  | Juliana Moreira            | Beatrice         | La Sedia Musicale   | Michele                     | Alessio Stigliano           | La Botola           | Marco                       | Omar Fantini                | Il Gioco dei Giochi     | Marco            | € 5.000          | Ocio che Cade             |
| 2       | Ocio che Cade        | Alessio Stigliano          | Alison           | La Sedia Musicale   | Marco                       | Amaurys Pérez               | La Botola           | Marco                       | Omar Fantini                | Il Gioco dei Giochi     | Marco            | € 5.000          | Ocio che Cade             |
| 2       | Ocio che Cade        | Omar Fantini               | Marco            | La Sedia Musicale   | Marco                       | Amaurys Pérez               | La Botola           | Marco                       | Omar Fantini                | Il Gioco dei Giochi     | Marco            | € 5.000          | Ocio che Cade             |
| 2       | YouTuba              | Alessandro Tenace          | Gianluca         | La Sedia Musicale   | Gianluca                    | Juliana Moreira             | La Botola           | Marco                       | Omar Fantini                | Il Gioco dei Giochi     | Marco            | € 5.000          | Ocio che Cade             |
| 2       | YouTuba              | Sara Croce                 | Marilena         | La Sedia Musicale   | Gianluca                    | Juliana Moreira             | La Botola           | Marco                       | Omar Fantini                | Il Gioco dei Giochi     | Marco            | € 5.000          | Ocio che Cade             |
| 3       | Ocio che Cade        | Enzo Miccio                | Pierluca         | La Sedia Musicale   | Pierluca                    | Enzo Miccio                 | La Botola           | Hamza                       | Enzo Miccio                 | Il Gioco dei Giochi     | Renée            | € 5.000          | In bocca al Mostro        |
| 3       | Ocio che Cade        | Gianluca Scintilla Fubelli | Simona           | La Sedia Musicale   | Pierluca                    | Enzo Miccio                 | La Botola           | Hamza                       | Enzo Miccio                 | Il Gioco dei Giochi     | Renée            | € 5.000          | In bocca al Mostro        |
| 3       | YouTuba              | Elettra Lamborghini        | Filippo          | La Sedia Musicale   | Marco                       | Gianluca Scintilla Fubelli  | La Botola           | Hamza                       | Enzo Miccio                 | Il Gioco dei Giochi     | Renée            | € 5.000          | In bocca al Mostro        |
| 3       | YouTuba              | Max Giusti                 | Marco            | La Sedia Musicale   | Marco                       | Gianluca Scintilla Fubelli  | La Botola           | Hamza                       | Enzo Miccio                 | Il Gioco dei Giochi     | Renée            | € 5.000          | In bocca al Mostro        |
| 3       | Giro Quiz            | Jody Cecchetto             | Emily            | La Sedia Musicale   | Hamza                       | Elettra Lamborghini         | La Botola           | Hamza                       | Enzo Miccio                 | Il Gioco dei Giochi     | Renée            | € 5.000          | In bocca al Mostro        |
| 3       | Giro Quiz            | Franceska Pepe             | Hamza            | La Sedia Musicale   | Hamza                       | Elettra Lamborghini         | La Botola           | Hamza                       | Enzo Miccio                 | Il Gioco dei Giochi     | Renée            | € 5.000          | In bocca al Mostro        |
| 3       | La Parola Pericolosa | Max Giusti                 | Emma             | La Sedia Musicale   | Emma                        | Max Giusti                  | La Botola           | Renée                       | Jody Cecchetto              | Il Gioco dei Giochi     | Renée            | € 5.000          | In bocca al Mostro        |
| 3       | La Parola Pericolosa | Enzo Miccio                | Alessandro       | La Sedia Musicale   | Emma                        | Max Giusti                  | La Botola           | Renée                       | Jody Cecchetto              | Il Gioco dei Giochi     | Renée            | € 5.000          | In bocca al Mostro        |
| 3       | In bocca al Mostro   | Franceska Pepe             | Luigi            | La Sedia Musicale   | Renée                       | Jody Cecchetto              | La Botola           | Renée                       | Jody Cecchetto              | Il Gioco dei Giochi     | Renée            | € 5.000          | In bocca al Mostro        |
| 3       | In bocca al Mostro   | Max Giusti                 | Renée            | La Sedia Musicale   | Renée                       | Jody Cecchetto              | La Botola           | Renée                       | Jody Cecchetto              | Il Gioco dei Giochi     | Renée            | € 5.000          | In bocca al Mostro        |
| 3       | Puzzle               | Elettra Lamborghini        | Sara             | La Sedia Musicale   | Susanna                     | Franceska Pepe              | La Botola           | Renée                       | Jody Cecchetto              | Il Gioco dei Giochi     | Renée            | € 5.000          | In bocca al Mostro        |
| 3       | Puzzle               | Gianluca Scintilla Fubelli | Susanna          | La Sedia Musicale   | Susanna                     | Franceska Pepe              | La Botola           | Renée                       | Jody Cecchetto              | Il Gioco dei Giochi     | Renée            | € 5.000          | In bocca al Mostro        |
| 4       | La Piramide          | Marco Carta                | Vittorio         | La Sedia Musicale   | Martina                     | Marco Carta                 | La Botola           | Nikolas                     | Fabrizio Biggio             | Il Gioco dei Giochi     | Nikolas          | € 0              | Ocio che Cade             |
| 4       | La Piramide          | Sofia Bruscoli             | Martina          | La Sedia Musicale   | Martina                     | Marco Carta                 | La Botola           | Nikolas                     | Fabrizio Biggio             | Il Gioco dei Giochi     | Nikolas          | € 0              | Ocio che Cade             |
| 4       | Puzzle               | Jonathan Kashanian         | Chiara           | La Sedia Musicale   | Nick                        | Sofia Bruscoli              | La Botola           | Nikolas                     | Fabrizio Biggio             | Il Gioco dei Giochi     | Nikolas          | € 0              | Ocio che Cade             |
| 4       | Puzzle               | Melita Toniolo             | Nick             | La Sedia Musicale   | Nick                        | Sofia Bruscoli              | La Botola           | Nikolas                     | Fabrizio Biggio             | Il Gioco dei Giochi     | Nikolas          | € 0              | Ocio che Cade             |
| 4       | Vola Vola            | Digei Angelo               | Valentina        | La Sedia Musicale   | Valentina                   | Jonathan Kashanian          | La Botola           | Nikolas                     | Fabrizio Biggio             | Il Gioco dei Giochi     | Nikolas          | € 0              | Ocio che Cade             |
| 4       | Vola Vola            | Fabrizio Biggio            | Daniele          | La Sedia Musicale   | Valentina                   | Jonathan Kashanian          | La Botola           | Nikolas                     | Fabrizio Biggio             | Il Gioco dei Giochi     | Nikolas          | € 0              | Ocio che Cade             |
| 4       | Giro Quiz            | Marco Carta                | Francesca        | La Sedia Musicale   | Francesca                   | Melita Toniolo              | La Botola           | Daniele                     | Melita Toniolo              | Il Gioco dei Giochi     | Nikolas          | € 0              | Ocio che Cade             |
| 4       | Giro Quiz            | Sofia Bruscoli             | Margherita       | La Sedia Musicale   | Francesca                   | Melita Toniolo              | La Botola           | Daniele                     | Melita Toniolo              | Il Gioco dei Giochi     | Nikolas          | € 0              | Ocio che Cade             |
| 4       | YouTuba              | Fabrizio Biggio            | Daniele          | La Sedia Musicale   | Daniele                     | Digei Angelo                | La Botola           | Daniele                     | Melita Toniolo              | Il Gioco dei Giochi     | Nikolas          | € 0              | Ocio che Cade             |
| 4       | YouTuba              | Digei Angelo               | Alessandra       | La Sedia Musicale   | Daniele                     | Digei Angelo                | La Botola           | Daniele                     | Melita Toniolo              | Il Gioco dei Giochi     | Nikolas          | € 0              | Ocio che Cade             |
| 4       | Ocio che Cade        | Jonathan Kashanian         | Nikolas          | La Sedia Musicale   | Nikolas                     | Fabrizio Biggio             | La Botola           | Daniele                     | Melita Toniolo              | Il Gioco dei Giochi     | Nikolas          | € 0              | Ocio che Cade             |
| 4       | Ocio che Cade        | Sofia Bruscoli             | Federico         | La Sedia Musicale   | Nikolas                     | Fabrizio Biggio             | La Botola           | Daniele                     | Melita Toniolo              | Il Gioco dei Giochi     | Nikolas          | € 0              | Ocio che Cade             |
| 5       | La Piramide          | Gilles Rocca               | Fabiana          | La Sedia Musicale   | Fabiana                     | Gilles Rocca                | La Botola           | Fabiana                     | Gianluca Scintilla Fubelli  | Il Gioco dei Giochi     | Fabiana          | € 5.000          | La Piramide               |
| 5       | La Piramide          | Totò Schillaci             | Matteo           | La Sedia Musicale   | Fabiana                     | Gilles Rocca                | La Botola           | Fabiana                     | Gianluca Scintilla Fubelli  | Il Gioco dei Giochi     | Fabiana          | € 5.000          | La Piramide               |
| 5       | YouTuba              | Gianluca Scintilla Fubelli | Luca             | La Sedia Musicale   | Luca                        | Totò Schillaci              | La Botola           | Fabiana                     | Gianluca Scintilla Fubelli  | Il Gioco dei Giochi     | Fabiana          | € 5.000          | La Piramide               |
| 5       | YouTuba              | Ema Stokholma              | Rebecca          | La Sedia Musicale   | Luca                        | Totò Schillaci              | La Botola           | Fabiana                     | Gianluca Scintilla Fubelli  | Il Gioco dei Giochi     | Fabiana          | € 5.000          | La Piramide               |
| 5       | Il Tempo delle Mele  | Gianluca Scintilla Fubelli | Daniela          | La Sedia Musicale   | Daniela                     | Gianluca Scintilla Fubelli  | La Botola           | Fabiana                     | Gianluca Scintilla Fubelli  | Il Gioco dei Giochi     | Fabiana          | € 5.000          | La Piramide               |
| 5       | Il Tempo delle Mele  | Gilles Rocca               | Gianna           | La Sedia Musicale   | Daniela                     | Gianluca Scintilla Fubelli  | La Botola           | Fabiana                     | Gianluca Scintilla Fubelli  | Il Gioco dei Giochi     | Fabiana          | € 5.000          | La Piramide               |
| 5       | Ocio che Cade        | Ema Stokholma              | Michele Marko    | La Sedia Musicale   | Michele Marko               | Ema Stokholma               | La Botola           | Alberto                     | Ema Stokholma               | Il Gioco dei Giochi     | Fabiana          | € 5.000          | La Piramide               |
| 5       | Ocio che Cade        | Maddalena Corvaglia        | Sabrina          | La Sedia Musicale   | Michele Marko               | Ema Stokholma               | La Botola           | Alberto                     | Ema Stokholma               | Il Gioco dei Giochi     | Fabiana          | € 5.000          | La Piramide               |
| 5       | Lo Sciaquone         | Enzo Miccio                | Daniela          | La Sedia Musicale   | Daniela                     | Maddalena Corvaglia         | La Botola           | Alberto                     | Ema Stokholma               | Il Gioco dei Giochi     | Fabiana          | € 5.000          | La Piramide               |
| 5       | Lo Sciaquone         | Ema Stokholma              | Simone           | La Sedia Musicale   | Daniela                     | Maddalena Corvaglia         | La Botola           | Alberto                     | Ema Stokholma               | Il Gioco dei Giochi     | Fabiana          | € 5.000          | La Piramide               |
| 5       | Giro Quiz            | Maddalena Corvaglia        | Alberto          | La Sedia Musicale   | Alberto                     | Enzo Miccio                 | La Botola           | Alberto                     | Ema Stokholma               | Il Gioco dei Giochi     | Fabiana          | € 5.000          | La Piramide               |
| 5       | Giro Quiz            | Enzo Miccio                | Francesco        | La Sedia Musicale   | Alberto                     | Enzo Miccio                 | La Botola           | Alberto                     | Ema Stokholma               | Il Gioco dei Giochi     | Fabiana          | € 5.000          | La Piramide               |
| 6       | La Piramide          | Alex Belli                 | Cristina         | La Sedia Musicale   | Cristina                    | Alex Belli                  | La Botola           | Stefano                     | Debora Villa                | Il Gioco dei Giochi     | Stefano          | € 5.000          | La Parola Pericolosa      |
| 6       | La Piramide          | Nicole Rossi               | Lorenzo          | La Sedia Musicale   | Cristina                    | Alex Belli                  | La Botola           | Stefano                     | Debora Villa                | Il Gioco dei Giochi     | Stefano          | € 5.000          | La Parola Pericolosa      |
| 6       | Lo Sciaquone         | Peppe Iodice               | Gennarino        | La Sedia Musicale   | Gennarino                   | Nicole Rossi                | La Botola           | Stefano                     | Debora Villa                | Il Gioco dei Giochi     | Stefano          | € 5.000          | La Parola Pericolosa      |
| 6       | Lo Sciaquone         | Max Cavallari              | Simone           | La Sedia Musicale   | Gennarino                   | Nicole Rossi                | La Botola           | Stefano                     | Debora Villa                | Il Gioco dei Giochi     | Stefano          | € 5.000          | La Parola Pericolosa      |
| 6       | Vola Vola            | Debora Villa               | Chiara           | La Sedia Musicale   | Chiara                      | Peppe Iodice                | La Botola           | Stefano                     | Debora Villa                | Il Gioco dei Giochi     | Stefano          | € 5.000          | La Parola Pericolosa      |
| 6       | Vola Vola            | Juliana Moreira            | Stefania         | La Sedia Musicale   | Chiara                      | Peppe Iodice                | La Botola           | Stefano                     | Debora Villa                | Il Gioco dei Giochi     | Stefano          | € 5.000          | La Parola Pericolosa      |
| 6       | Puzzle               | Alex Belli                 | Priscilla        | La Sedia Musicale   | Priscilla                   | Max Cavallari               | La Botola           | Gennarino                   | Peppe Iodice                | Il Gioco dei Giochi     | Stefano          | € 5.000          | La Parola Pericolosa      |
| 6       | Puzzle               | Nicole Rossi               | Cesare           | La Sedia Musicale   | Priscilla                   | Max Cavallari               | La Botola           | Gennarino                   | Peppe Iodice                | Il Gioco dei Giochi     | Stefano          | € 5.000          | La Parola Pericolosa      |
| 6       | La Parola Pericolosa | Alex Belli                 | Stefano          | La Sedia Musicale   | Stefano                     | Debora Villa                | La Botola           | Gennarino                   | Peppe Iodice                | Il Gioco dei Giochi     | Stefano          | € 5.000          | La Parola Pericolosa      |
| 6       | La Parola Pericolosa | Debora Villa               | Lucrezia         | La Sedia Musicale   | Stefano                     | Debora Villa                | La Botola           | Gennarino                   | Peppe Iodice                | Il Gioco dei Giochi     | Stefano          | € 5.000          | La Parola Pericolosa      |
| 6       | Il Tempo delle Mele  | Peppe Iodice               | Saulo            | La Sedia Musicale   | Saulo                       | Juliana Moreira             | La Botola           | Gennarino                   | Peppe Iodice                | Il Gioco dei Giochi     | Stefano          | € 5.000          | La Parola Pericolosa      |
| 6       | Il Tempo delle Mele  | Max Cavallari              | Elena            | La Sedia Musicale   | Saulo                       | Juliana Moreira             | La Botola           | Gennarino                   | Peppe Iodice                | Il Gioco dei Giochi     | Stefano          | € 5.000          | La Parola Pericolosa      |

## Ascolti

### Prima edizione
| Puntata | Messa in onda  | Telespettatori | Share |
| ------- | -------------- | -------------- | ----- |
| 1       | 31 marzo 2021  | 1 267 000      | 5,10% |
| 2       | 7 aprile 2021  | 915 000        | 3,70% |
| 3       | 14 aprile 2021 | 930 000        | 3,90% |
| 4       | 25 maggio 2021 | 609 000        | 2,70% |
| 5       | 1º giugno 2021 | 617 000        | 2,90% |
| 6       | 8 giugno 2021  | 685 000        | 3,20% |
| Media   | Media          | 837 000        | 3,58% |